# Sam Wide
Samuel (Sam) Karl Anders Wide, född 17 oktober 1861 i Stora Tuna, Kopparbergs län, död 13 februari 1918 i Uppsala, var en svensk arkeolog, religionshistoriker och universitetslärare. Han var expert på grekiska vaser samt religion, och gjorde ett antal forskningsresor till Grekland; bland annat ledde han ett par arkeologiska utgrävningar där, på Kalaureia och i Afidnes.

## Biografi
Sam Wide var son till prosten i Sundborn, C. F. Pettersson, vars namn han utbytte mot Wide. Han blev student vid Uppsala universitet 1879, filosofie doktor samt docent i grekiska språket och litteraturen där 1888, efterhand också professor i klassiska språk 1895 i Lund och 1899 i Uppsala samt utnämndes utan föregående ansökan till förste innehavare av den nyinrättade professuren i klassisk fornkunskap och antikens historia där 1909.
Wide företog många studie- och forskningsresor till den klassiska kulturens länder och ledde även ett par utgrävningar i Grekland, den ena tillsammans med Lennart Kjellberg på ön Kalaureia, den andra av en förhistorisk gravplats vid Afidnes i norra Attika. På sina speciella forskningsområden, den äldre grekiska vaskunskapen samt de grekiska kulternas och grekiska religionens historia, gjorde Wide självständiga insatser av bestående värde. Redan med sin doktors- och docentavhandling, De sacris Troezeniorum, Hermionensium, Epidauriorum (1888) lämnade han med geografisk utgångspunkt ett värdefullt bidrag till de grekiska kulternas historia. 
Med större metodisk säkerhet och självständigare grepp på ämnet upptog han i Lakonische Kulte (Leipzig, 1893) en liknande undersökning. Samma område tillhör även uppsatsen "Inschrift der Iobakchen" (i Mittheilungen des deutschen archäologischen Instituts. Athenische Abtheilung, 1894), en längre inskrift, som lämnar en intressant inblick i de religiösa förhållandena i Aten under 200-talet e.Kr. I en rad uppsatser i in- och utländska tidskrifter lämnade Wide dessutom viktiga bidrag till lösningen av religionshistoriska problem. Bland dessa uppsatser kan särskilt nämnas "Mykenìsche Götterbilder und Idole" (i ovannämnda Mittheilungen, 1901), "Chtonische und himmlische Götter" (i Archiv für Religionswissenschaft, 1907), "Grabspende und Totenschlange" (ibid., 1909), "Folkskrock och primitiv religion" (i Nordisk tidskrift för vetenskap, konst och industri, 1898), "Fågeln med sprängörten" (i Fataburen, 1910). I samlingen Främmande religionsurkunder i urval och öfversättning (III, 1908) lämnade Wide en serie karakteristiska prov på forngrekiskt religiöst liv och tänkesätt liksom på sin egen högst betydande översättningskonst. I Alfred Gercke och Eduard Nordens handbok Einleitung in die Altertumswissenschaft II (1910; 2:a upplagan 1912) behandlade Wide den grekiska och romerska religionen och lät såväl den primitiva folktron som det mera kultiverade fromhetslivet komma till sin rätt.
Utgrävningen vid Afidnes 1894 förde in Wide på det arkeologiska forskningsfältet. I "Aphidna in Nordattika" (i ovannämnda Mittheilungen, band 21, 1896) påvisade han tillvaron på den grekiska halvön av en inhemsk bronsålderskultur, samtida med den mykenska kulturen, men oberörd av densamma. I samma uppsats framlade och motiverade Wide även en väsentligt avvikande uppfattning från de vid denna tid allmännast omfattade åsikterna om den geometriska stilen såsom en konststil medförd av dorerna vid deras invandring i Grekland. Enligt Wides mening skulle de geometriska vasernas målade dekoration vara att betrakta som en naturlig utveckling av en "bondstil", som bland det underkuvade folket var förhärskande under hela den mykenska perioden, och som efter den främmande mykenska feodala herrekulturens undergång åter kommit upp på ytan. På grund av studier av atenska nationalmuseets samling av geometriska vaser uppvisade han i "Geometrische Vasen aus Griechenland" (i Tyska arkeologiska institutets Jahrbuch, band 14 och 15, 1899, 1900) denna viktiga vasgrupps lokala differentiering och gav den första systematiska klassificeringen av densamma. I "Nachleben mykenischer Ornamente" (i ovannämnda Mittheilungen, band 22, 1897) fäster han uppmärksamheten på en rad mykenska ornament, som med ringa modifikationer övertagits av den geometriska dekorationsstilen på öarna i Egeiska havet, såsom Rhodos och framför allt Kreta. I samma uppsats menade han även att mykenska ornament förekommer på föremål tillhörande Hallstattkulturen, en företeelse vars förklaring han sökte i handelsförbindelser som floden Donau förmedlade. I "Gräberfunde aus Salamis" (i ovannämnda Mittheilungen, band 35, 1910) framhöll han att gruppen av där beskrivna lerkärl representerar ett förstadium till den geometriska eller s.k. Dipylonstilens vasklass och gav den därför namnet den protogeometriska. I uppsatsen "Die ältesten Dipylonvasen in Attica" (i Opuscula archeologica O. Montelio dicata, 1913) sökte han uppvisa sammanhanget mellan Dipylonstilens äldsta skede och de yngsta utlöparna av de mykenska vasstilarna.
Wide erhöll 1889 Svenska akademiens mindre pris för en studie över Euripides samt var ledamot av Humanistiska vetenskapssamfundet i Uppsala (1900) och Vitterhetsakademien (1915).